# Kripa Ram Barath
Kripa Ram khiriya fue un famoso poeta indio en idioma rajastaní autor del famoso tratado ético 'Rajia Ra Doha' (नीति) durante el reinado de Rao Raja Devi Singh, quien estaba encantado con su nivel de sánscrito. 
Nació en Jagaramji en el seno de una familia charan durante el imperio marwar. El vate escribió varias coplas "Rajia ra doha" o "Rajia Re saurathe" sobre ética donde su sirviente inmortal Rajia. Una de sus coplas es:
उद्दम करो अनेक, अथवा अनउद्दम करौ |
होसी निहचै हेक , रांम करै सो राजिया ||
( El hombre cuanto pude hace o no hace, pero Rajia solo pasará cuando lo decida Dios.)